# Veleposlaništvo Republike Slovenije New Delhi
Veleposlaništvo Republike Slovenije v Indiji (uradni naziv Veleposlaništvo Republike Slovenije New Delhi, Indija) je diplomatsko-konzularno predstavništvo (veleposlaništvo) Republike Slovenije s sedežem v New Delhiju (Indija). Pokriva tudi Bangladeš, Nepal in Šrilanko.
30. julija 2025 se je veleposlaništvo selilo v nove prostore na Block C-36, Anand Niketan, novo poslopje je sofinancirala Evropska unija iz Instrumenta za upravljanje meja in vizumsko politiko.

## Veleposlaniki
- Tomaž Mencin (2025-danes)[2]
- Mateja Vodeb Ghosh (2021-2025)
- Marjan Cencen (?-2021)
- Jožef Drofenik (2015-?)
- Darja Bavdaž Kuret (2013-2015)
- Janez Premože (2009-2013)